# Those Who Tell the Truth Shall Die, Those Who Tell the Truth Shall Live Forever
Those Who Tell the Truth Shall Die, Those Who Tell the Truth Shall Live Forever ist das zweite Album der texanischen Post-Rock-Band Explosions in the Sky. Es erschien am 4. September 2001 auf Temporary Residence Limited, ein Plattenlabel aus Brooklyn. Die Band war davor auf dem Label Sad Loud America.

## Übersicht
Die Band kam mit dem Album in die Medien, da die Linernotes des Albums das Bild eines Flugzeugs und den Satz „Dieses Flugzeug wird morgen abstürzen“ (im Original: This Plane Will Crash Tomorrow) beinhalten. Das Gerücht ging um, dass das Album am 10. September 2001 veröffentlicht wurde – also einen Tag vor den Anschlägen vom 11. September 2001. Allerdings wurde das Album bereits im August veröffentlicht. Ein Interview mit der Band im Stylus Magazine bezeugt, dass die Band die Ideen und das Artwork für die Linernotes schon ein Jahr vor den Anschlägen hatten.
Der Song „Have You Passed Through This Night?“ ist einer der ersten Songs von Explosions in the Sky, welcher Worte enthält. Es handelt sich um ein Sample aus dem Film Der schmale Grat (1998).
Der Songtitel „With Tired Eyes, Tired Minds, Tired Souls, We Slept“ (dt.: Mit müden Augen, müden Geistern, müden Seelen schliefen wir) wurde später ein Episodentitel für eine Episode in der dritten Staffel der amerikanischen Fernsehserie One Tree Hill.
Das Cover des Albums, ein Gemälde von David Logan, wurde von der Legende vom Engel von Mons inspiriert. Dieser Engel von Mons soll britische Truppen im Ersten Weltkrieg in der Schlacht von Mons beschützt haben.

## Tracklist
1. „Greet Death“ – 7:19
2. „Yasmin the Light“ – 7:03
3. „The Moon Is Down“ – 10:02
4. „Have You Passed Through This Night?“ – 7:19
5. „A Poor Man’s Memory“ – 6:04
6. „With Tired Eyes, Tired Minds, Tired Souls, We Slept“ – 12:04